# Eduard I de Savoia
Eduard I de Savoia, anomenat Eduard el Liberal, (Baugé, Bresse 1284 - París, França 1329), fou comte de Savoia entre 1323 i 1329.

## Antecedents familiars
Va néixer el 1284 a la ciutat de Baugé, que en aquells moments formava part del comtat de Bresse, sent el cinquè fill del comte Amadeu V de Savoia i la seva primera esposa Sibil·la de Bresse. Era net per línia paterna del comte Tomàs II de Savoia i Beatriu Fieschi, i per línia materna de Guiu II de Bresse i Beatriu de Montferrat.
Rebé el sobrenom de El Liberal per la seva permisivitat amb els jueus, als quals va permetre instal·lar-se al comtat, i per la supressió de l'indemintzació pecuniària pels crims comesos.

## Ascens al tron comtal
A la mort del seu pare, ocorreguda el 1323, fou nomenat comte de Savoia, si bé anteriorment ja havia ostentat la regència durant l'estada d'Amadeu V a la península Itàlica. S'enemistà ràpidament amb el delfí de Viena Guiu VIII, contra el qual fou derrotat en la batalla de Varey el 1325. Posteriorment serví al rei Felip VI de França en la batalla de Cassel el 1328.

## Núpcies i descendents
Es va casar el 18 d'octubre de 1307 al castell de Montbard amb Blanca de Borgonya, filla del duc Robert II de Borgonya i Agnès de França. D'aquesta unió nasqué una filla:
- Joana de Savoia (1310-1344), casada el 1329 amb el duc Joan III de Bretanya.

## Problema successori
Davant el casament de Joana de Savoia, l'única hereva formal del comtat, amb Joan III de Bretanya, el qual fou considerat estranger, a la mort d'Eduard I, ocorreguda a causa d'una malaltia el 4 de novembre de 1329 prop de París, s'optà per escollir com a successor al seu germà petit, Aimone de Savoia.